# Тадеуш Боровски
Тадѐуш Боро̀вски (на полски: Tadeusz Borowski) е полски поет, прозаик и журналист.

## Биография
Роден е на 12 ноември 1922 г. в град Житомир, Украйна, в семейството на Станислав и Теофиля Боровски. Бащата на Боровски е пратен в лагер на ГУЛАГ в Карелия през 1926 г., а четири години по-късно майка му е изселена в Сибир. През 1932 г. Боровски заедно с брат си Юлиуш е репатриран в Полша и двамата се установяват във Варшава. През 1940 г. завършва нелегален лицей и започва да следва полски език и литература в нелегалния Варшавски университет. Едновременно работи като нощен пазач и започва да публикува поезия и проза в месечника „Път“ (Droga). През февруари 1943 г. годеницата му Мария, с която живее, е арестувана от Гестапо, а след това е арестуван и самият Боровски. Най-напред е хвърлен в затвора Павяк, а после е пратен в концлагера Аушвиц. Тук успява да се свърже с Мария, която е в същия лагер. В края на 1944 г. е преместен в концентрационен лагер Дахау-Алах, откъдето е освободен на 1 май 1945 г. След като прекарва известно време в Париж Боровски се връща в Полша на 31 май 1946 г. В края на същата година в Полша се връща и Мария и през декември те сключват брак.
След войната се обръща към прозата, защото смята че не може да изрази преживяното с поетични средства. Публикува сборника кратки разкази „Сбогуване с Мария“ (1947), в които описва всекидневния лагерен терор и моралната деградация в резултат на това: борейки се за оцеляване лагерниците често са не просто безразлични, а и зли и подли помежду си, а неевреите се възползват от привилегиите си спрямо евреите. Скоро след публикацията работите са атакувани като нихилистични, аморални и упадъчни.
През 1948 г. влиза в Полската работническа партия и работи като журналист. През 1950 г. е пратен в прессекцията на полската военна мисия в Берлин и се връща след една година. През 1950 г. получава втора степен на националната литературна награда.
Близкият му приятел (в чийто апартамент по време на окупацията живеят и са арестувани с Мария), който по-рано също е арестуван от Гестапо, сега е арестуван и изтезаван от комунистическата власт. Боровски опитва да се намеси, но опитът му пропада и той губи илюзиите си.
Тадеуш Боровски се самоубива с газ на 1 юли 1951 г., три дни след раждането на дъщеря си.

## Творчество
Стихове
- Gdziekolwiek ziemia (1942 г.)
- Arkusz poetycki nr 2 (1944 г.)
- Pieśń

Разкази
- Byliśmy w Oświęcimiu (1946 г.)
- Pewien żołnierz. Opowieści szkolne (1947 г.)
- Pożegnanie z Marią (1947 г.)
- Kamienny świat (1948 г.)
- Matura na Targowej
- Chłopiec z Biblią
- U nas w Auschwitzu
- Ludzie, którzy szli
- Dzień na Harmenzach
- Proszę państwa do gazu
- Śmierć powstańca
- Bitwa pod Grunwaldem
- Kamienny świat
- Opowiadania z książek i gazet
- Rozmowy